# MV Discovery
Pour les articles homonymes, voir Discovery.
Le MV Discovery (anciennement Venture Island, Island Princess, Hyundai Pungak et Platinum) était un navire de croisière de la société Discovery world cruises.
Ce navire a été construit en 1972, pour Flagship Cruises sous le nom de Venture Island, avant d'être vendu à Princess Cruises et d'être renommé Island Princess.
Dans les années 1970 le navire apparaît dans la sitcom, La croisière s'amuse.
En 1999, il est revendu à Hyundai Merchant Marine, prend le nom de Hyundai Pungak. Il est utilisé pour le transport de pèlerins vers les sites religieux coréens.
Il passe brièvement sous le nom de Platinium, avant de rejoindre la flotte de Discovery world cruises et de porter le nom de MV Discovery.
Elle naviguait dans l'hémisphère nord au printemps et en été, puis dans l'hémisphère sud à l'automne et en hiver.
Sa gestion technique ainsi que celle de son équipage de conduite (pont et machines) sont exercées par une société de gestion nautique basée à Monaco.
Le navire a été démoli en 2015 à Alang, en Inde.
Le navire jumeau du Discovery était le Pacific Princess (Love Boat de la série américaine La croisière s'amuse). Rebaptisé Pacific sous les couleurs de Quail Cruises, ce dernier a été déconstruit à Aliaga en Turquie en 2013/2014, après de très sérieux problèmes techniques.

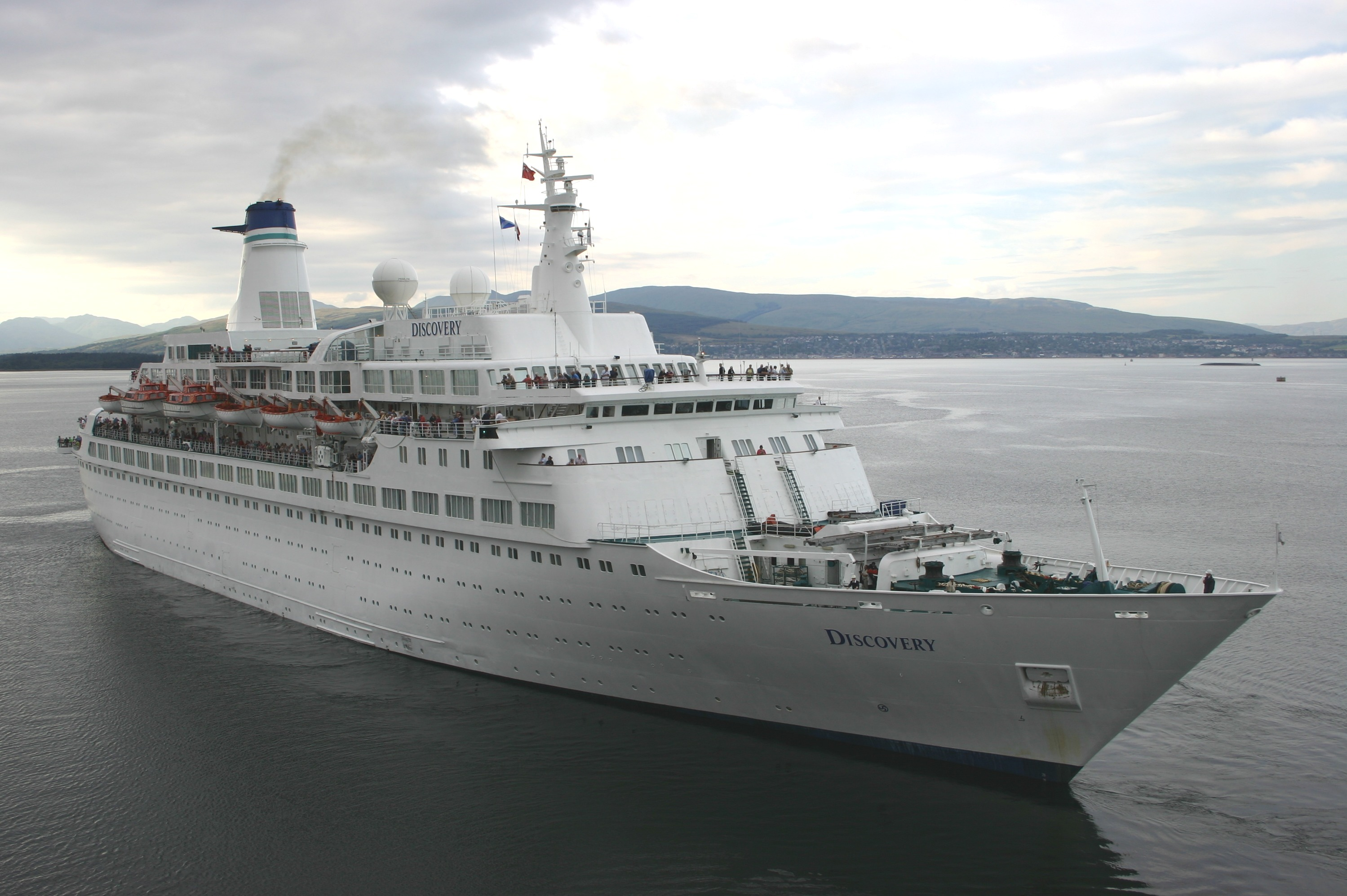
Discovery en Greenock (2014)